# Silvia Kottas
Silvia Kottas, auch Silvia Wachsmann, (* 1949) ist eine deutsche Sängerin.

## Leben
Bereits als Schülerin hatte sie Freude am Singen, nahm Gesangsunterricht an einer Musikschule in Leipzig und sang in verschiedenen Amateurbands. Nach Abschluss einer Lehre als Gebrauchswerberin holte sie Horst Krüger 1973 nach Berlin, wo sie zunächst in der Horst-Krüger-Band, ab 1975 im Gerd Michaelis Chor und anschließend im CANTUS-Chor sang. Gelegentlich übernahm sie in diesen Chören auch Soloparts, bis sie sich 1980 für eine Solokarriere entschied und ein Jahr später Berufs-Sängerin wurde. Die Generaldirektion des Komitees für Unterhaltungskunst förderte sie durch einen Vertrag und der Möglichkeit zur musikalischen Weiterbildung. Sie trat als Gast im Uwe-Jensen-Programm auf und wurde 1984 Publikumsliebling beim 8. Rostocker Liederfestival „Menschen und Meer“ und erhielt den Hauptpreis in Form eines großen Bernsteintellers.